# Sandra Farmer-Patrick
Sandra Marie Farmer-Patrick (18 agosto 1962) è un'ex ostacolista giamaicana naturalizzata statunitense.

## Palmarès

### Olimpiadi
- 1 medaglia[1]:
  - 1 argento (Barcellona 1992 nei 400 m ostacoli)

### Mondiali
- 1 medaglia[2]:
  - 1 argento (Stoccarda 1993 nei 400 m ostacoli)

### World Cup
- 2 medaglie[2]:
  - 2 ori (Barcellona 1989 nei 400 m ostacoli; L'Avana 1992 nei 400 m ostacoli)

### Grand Prix Final
- 4 medaglie[1]:
  - 3 ori (Fontvieille 1989 nei 400 m ostacoli; Barcellona 1991 nei 400 m ostacoli; Londra 1993 nei 400 m ostacoli)
  - 1 bronzo (Bruxelles 1987 nei 400 m ostacoli)

### Giochi panamericani
- 1 medaglia[1]:
  - 1 argento (Indianapolis 1987 nei 400 m ostacoli)

### Giochi centro-americani e caraibici
- 1 medaglia[1]:
  - 1 oro (L'Avana 1982 nei 400 m ostacoli)

### Goodwill Games
- 1 medaglia[1]:
  - 1 oro (Seattle 1990 nei 400 m ostacoli)